# Francis Lovelace
Francis Lovelace, britanski politik, * 1621, † 1675, Staten Island.